# تيودور بارون
تيودور بارون هو رسام بلجيكي، ولد في 1840 في إيكسل في بلجيكا، وتوفي في 1899 في نامور في بلجيكا.